# Козјеглови
Козјеглови (пољ. Koziegłowy) је град у Пољској у Војводству Шлеском у Повјату myszkowski. Према попису становништва из 2011. у граду је живело 2.499 становника.

## Становништво
Према прелиминарним подацима са пописа, у граду је 2011. живело 2.499 становника.
| 2002. | 2011. | 2012. |
| ----- | ----- | ----- |
| 2.462 | 2.499 | 2.475 |